# Jednotarczowce
Jednotarczowce, jednopłytkowce (Monoplacophora) – gromada morskich, reliktowych mięczaków charakteryzujących się pojedynczą, tarczowatą muszlą w kształcie stożka lub symetrycznej czapeczki frygijskiej – oraz seryjną powtarzalnością narządów. 

## Historia odkryć i występowanie
Znanych jest ponad 30 gatunków żyjących współcześnie i kilkadziesiąt kopalnych. Do 1952 roku jednotarczowce uważane były za grupę wymarłą, znaną jedynie z wykopalisk od kambru do dewonu. W czasie drugiej z cyklu ekspedycji „Galathea” – duńskiej wyprawy na wschodni Ocean Spokojny, u zachodnich wybrzeży Kostaryki wyłowiono okaz współcześnie żyjącego jednotarczowca, opisanego później pod nazwą Neopilina galatheae. Od tamtej pory odkryto około 30 dalszych gatunków zamieszkujących wody poza granicami szelfu kontynentalnego. Większość z nich żyje w strefie abisalu Oceanu Spokojnego, niektóre na głębokościach przekraczających 6 tys. m p.p.m.

## Budowa
Jednotarczowce mają ciało o symetrii dwubocznej, spłaszczone grzbieto-brzusznie, w zarysie okrągłe lub owalne, osłonięte pojedynczą muszlą o skierowanym do przodu wierzchołku. Długość ciała mieści się w przedziale od 1 do 67 mm. Głowa jest słabo wyodrębniona (szczątkowa). Po stronie brzusznej znajduje się kolista, szeroka noga przypominająca przyssawkę. Płaszcz jest krótki. Systemy mięśni mają skomplikowaną organizację. Niektóre narządy jednotarczowców są powielone – mięśnie grzbieto-brzuszne, nefrydia, gonady i ktenidia.

## Biologia i ekologia
Są to zwierzęta rozdzielnopłciowe. Biologia rozwoju jest słabo poznana. Odżywiają się detrytusem, okrzemkami, otwornicami i gąbkami.

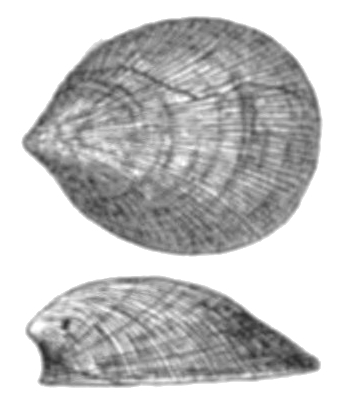
Muszle Helcionopsis striata

## Systematyka
Gromada Monoplacophora – jednotarczowce
Rząd † Cyrtonellida
Rząd † Hypseloconida
Rząd Tryblidiida
Rodzina Neopilinidae
rodzaj Adenopilina
rodzaj Laevipilina
rodzaj Monoplacophorus
rodzaj Neopilina
rodzaj Rokopella
rodzaj Veleropilina
rodzaj Vema
Rodzina Micropilinidae
rodzaj Micropilina
Rodzina †Tryblidiidae
rodzaj †Tryblidium